# Bathurst (Australia)
Bathurst, città di 37 000 abitanti situata in Australia, nel Nuovo Galles del Sud, a poco più di 200 km da Sydney, è sede del famoso circuito cittadino di Mount Panorama, utilizzato da molti anni per ogni genere di competizioni automobilistiche. Ospita annualmente una tappa del campionato australiano di turismo Supercars, la celebre 1000 km di Bathurst, una delle corse più importanti d'Oceania.